# Campeonato Mundial de Ajedrez 1984-85
El Campeonato Mundial de Ajedrez 1984 fue un encuentro entre el retador Garri Kaspárov de la Unión Soviética y su compatriota y campeón defensor Anatoli Kárpov. Se jugó en Moscú, RSFS de Rusia entre el 10 de septiembre de 1984 y el 9 de febrero de 1985, cuando fue anulado.
Puede ser considerado como el mundial más polémico de la historia del ajedrez, debido a la decisión del entonces presidente de la FIDE, Florencio Campomanes, de anular el encuentro. La decisión se basó en el agotamiento psicológico y físico de los jugadores después de tantas partidas e implicó que Kárpov retendría el título.
Se jugaría en el mismo año otro Campeonato Mundial de Ajedrez, pero con el formato usado hasta el Campeonato Mundial de Ajedrez 1972, «mejor a x partidas», en lugar del usado «primero en ganar x partidas».

## Encuentro

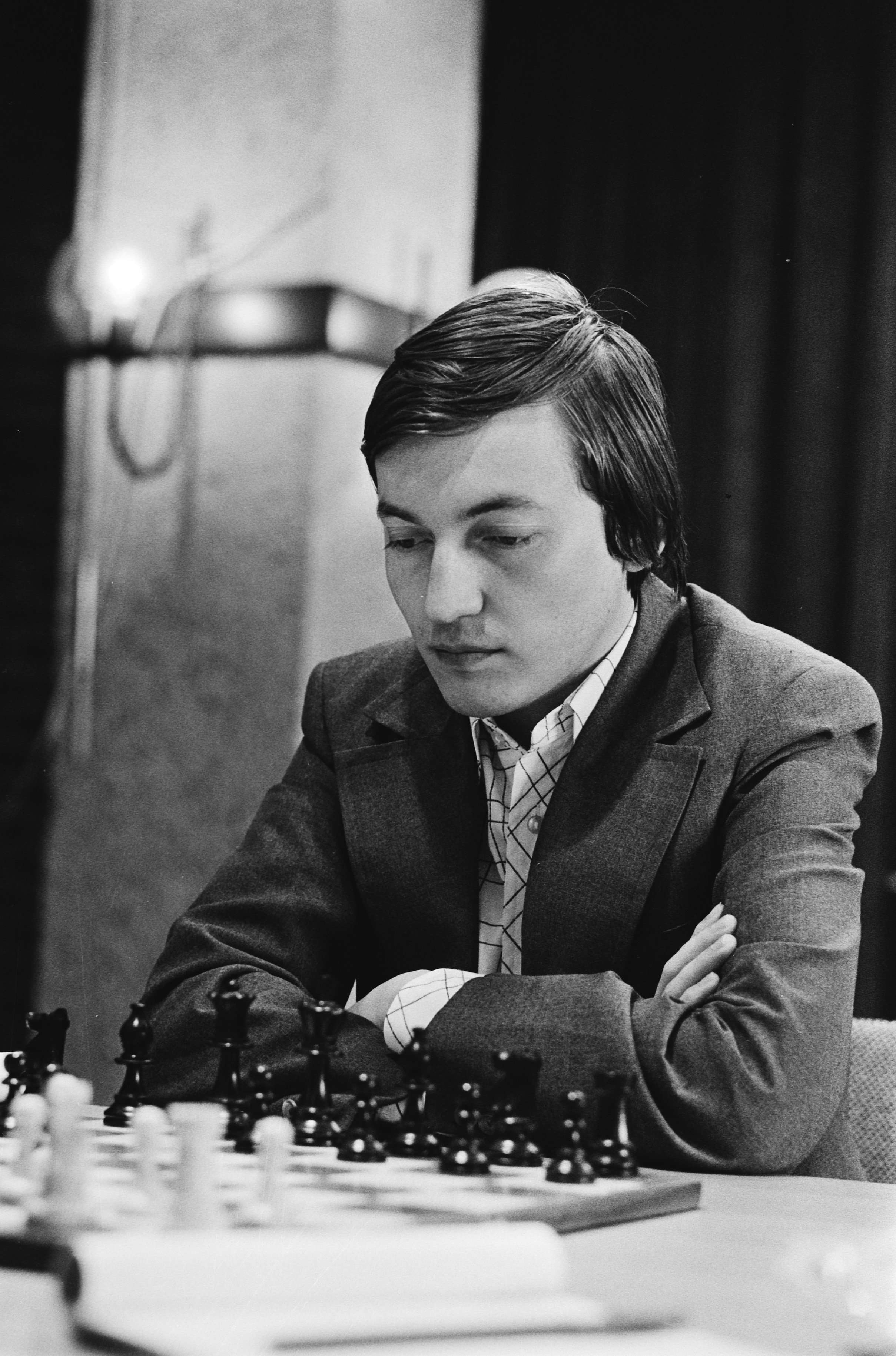
Kárpov en 1979.

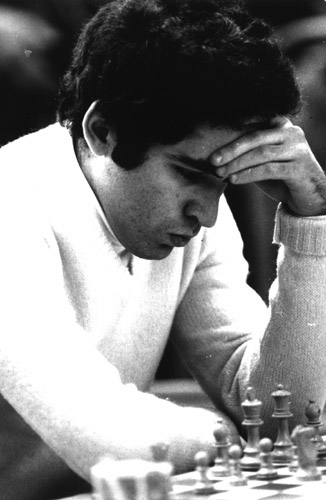
Garry Kaspárov.

El encuentro sería a partidas ilimitadas, sólo acabando cuando un jugador llegue a 6 victorias. Las victorias cuentan como 1 punto, los empates ½ y las derrotas 0.
| Jugador        | 1  | 2  | 3  | 4  | 5  | 6  | 7  | 8  | 9  | 10 | 11 | 12 | 13 | 14 | 15 | 16 | 17 | 18 | 19 | 20 | 21 | 22 | 23          | 24          | 25          | 26          |
| -------------- | -- | -- | -- | -- | -- | -- | -- | -- | -- | -- | -- | -- | -- | -- | -- | -- | -- | -- | -- | -- | -- | -- | ----------- | ----------- | ----------- | ----------- |
| Anatoli Kárpov | ½  | ½  | 1  | ½  | ½  | 1  | 1  | ½  | 1  | ½  | ½  | ½  | ½  | ½  | ½  | ½  | ½  | ½  | ½  | ½  | ½  | ½  | ½           | ½           | ½           | ½           |
| Garri Kaspárov | ½  | ½  | 0  | ½  | ½  | 0  | 0  | ½  | 0  | ½  | ½  | ½  | ½  | ½  | ½  | ½  | ½  | ½  | ½  | ½  | ½  | ½  | ½           | ½           | ½           | ½           |
| Jugador        | 27 | 28 | 29 | 30 | 31 | 32 | 33 | 34 | 35 | 36 | 37 | 38 | 39 | 40 | 41 | 42 | 43 | 44 | 45 | 46 | 47 | 48 | Total (Vic) | Total (Vic) | Total (Vic) | Total (Vic) |
| Anatoli Kárpov | 1  | ½  | ½  | ½  | ½  | 0  | ½  | ½  | ½  | ½  | ½  | ½  | ½  | ½  | ½  | ½  | ½  | ½  | ½  | ½  | 0  | 0  | 25 (5)      | 25 (5)      | 25 (5)      | 25 (5)      |
| Garri Kaspárov | 0  | ½  | ½  | ½  | ½  | 1  | ½  | ½  | ½  | ½  | ½  | ½  | ½  | ½  | ½  | ½  | ½  | ½  | ½  | ½  | 1  | 1  | 23 (3)      | 23 (3)      | 23 (3)      | 23 (3)      |

### Contexto
El primer mundial enfrentó a un Kaspárov muy joven (21 años) con un Kárpov muy experimentado, que ya había sufrido las extremas tensiones del mundial, y de los duelos enconados, contra un Korchnoi rebelde. El primer encuentro por el título mundial entre estos jugadores se había pactado a seis victorias y las tablas no contaban.
El encuentro también tenía un tinte político. Kárpov era la cara visible en el mundo ajedrez del comunismo soviético. Kaspárov, por su parte, se convirtió en la figura representativa de la Perestroika que, de la mano de Mijaíl Gorbachov, llevó a la Unión Soviética hacia el capitalismo.

### Partidas
Comenzó el 10 de septiembre de 1984 en Moscú. Tras nueve partidas Kárpov ganaba 4 a 0, pero no logró sumar otro punto hasta la partida 27. El marcador se puso cinco a cero. Cuando todos daban por terminado el encuentro comenzó una larga serie de tablas que exasperaban a Kárpov. Kárpov se propuso ganar la partida 31. Cuando tenía clara ventaja, en la jugada 28 (Dd3 en lugar de Dc4), hizo un movimiento pasivo que permitió a Kaspárov un fuerte contrajuego, con lo que logró empatar la partida. Si Kárpov hubiese ganado esta partida el encuentro habría terminado.
Tras la partida 31, Kárpov se derrumbó psicológicamente y Kaspárov anotó su primera victoria en la partida 32. Siguieron 14 tablas consecutivas. Había comenzado el año 1985 y aquello no tenía visos de terminar nunca. Los corresponsales de prensa de muchos países no pudieron seguirlo in situ y el encuentro se trasladó de la sala de columnas (Kolonnij Zal) de la Casa de los Sindicatos a una habitación interior. Kárpov estaba cada día más cansado, pero a un solo punto de la victoria, mientras que Kaspárov se mantenía mucho más agresivo. Kaspárov anotó su segundo punto en la partida 47. Kárpov pidió uno de los descansos que le correspondían, pero perdió la partida 48. El marcador iba 5 a 3.

### Suspensión
Ambos jugadores estaban jugando un ajedrez brillantemente, sin embargo tras 6 meses y 48 partidas, el 9 de febrero de 1985 se suspendió y anuló el encuentro. Alegando cansancio por parte de los dos jugadores el presidente de la Federación Mundial de Ajedrez, Florencio Campomanes, repentinamente canceló la contienda sin coronar a un ganador: «un match por el campeonato del mundo no puede convertirse en una carrera de resistencia», dijo. Esta decisión provocó una polémica que aún dura. Los contendientes querían seguir jugando. Kárpov estaba a un punto de ganar, y Kaspárov comenzaba a ganar partidas. Ambos confiaban en la victoria. La prensa occidental vio en la decisión todo tipo de presiones y contubernios por parte de las autoridades soviéticas.

## Consecuencias
Este encuentro fue el comienzo de las diferencias entre Garry Kaspárov y la FIDE. Esto culminaría con el cisma del ajedrez producido en 1993.